# 中島知久平
中島知久平（日语：なかじま ちくへい/ちぐへい，1884年1月1日—1949年10月29日）乃日本實業家、政治人物，大日本帝國海軍退伍軍人，同時也是中島飛機（富士重工業前身）的創辦人。

## 生平
1884年（明治17年）1月1日中島知久平生於群馬縣新田郡尾島村字押切（今群馬縣太田市押切町）的農家，為中島粂吉和五之長男。1898年3月自尾島尋常高等小學校畢業後，1903年10月進入海軍機關學校就讀，1908年1月16日入伍擔任海軍機關少尉。入伍後曾奉命外派至法國、美國等航空界見習觀摩，甚至獲得美國飛行員許可（日本籍第三位）。1914年歸國後擔任海軍飛機工廠廠長，1916年中島和中尉馬越喜七以其習得之知識，在橫須賀海軍工廠的長浦造兵部設計試製出雙翼水上飛機，命名為「橫廠式」。當時中島深刻體認到與其建造戰艦，不如研製戰鬥機，且必須由民間來開發製造，獲得中尉大西瀧治郎（後來創始神風特攻隊）的支持並協助尋找資金奧援。原本大西也想申請退役，回到民間一同開發戰機，不過被海軍回絕。
於是，1917年（大正6年）12月21日中島知久平自海軍退役後，回到故鄉和親兄弟中島喜代一、中島乙未平等人設立「飛機研究所」（（日語）飛行機研究所），是為日本第二家民營飛機製造商。翌年川西財閥創始者川西清兵衛加入投資經營，但一年後卻因理念不合求去。1919年4月收到陸軍委託製造20架飛機，且公司易名中島飛機製作所，1922年另成立中島商事。1930年（昭和5年）2月在第17屆眾議院議員總選舉中以無黨籍的身份當選（後來連任5屆），次月加入立憲政友會。1931年讓出中島飛機的社長一職，由親弟喜代一接手，12月進入犬養內閣擔任商工政務次官。1937年立憲政友會總裁鈴木喜三郎因病表明辭意後，中島和鳩山一郎、前田米藏、島田俊雄等人被推舉為總裁代行委員。翌年6月中島進入第1次近衛內閣擔任鐵道大臣，不過立憲政友會開始分裂成中島、鳩山二派。1939年4月中島雖然當上第8任總裁，翌年7月該政治團體卻宣布解散，10月中島加入大政翼贊會。
1941年中島飛機研發的一式戰鬥機獲得陸軍採用，同年9月中島擔任翼贊議員同盟顧問。1942年2月變成翼贊政治體制協議會顧問，決定參加翼贊選舉。在此期間，中島知久平對美、日兩國國力懸殊感到擔憂，也知道對方正在研發大型轟炸機，於是打算先發制人轟炸美國本土。他一方面指示麾下飛機設計團隊進行開發，一方面動員在政治界的人脈，積極遊說軍方和政界人士。他甚至寫了一本《必勝戰策》，內容提到大型轟炸機（即富嶽轟炸機之原型）、運輸機、攻擊機等。不過，該開發案後來因故未能付諸實現。
1945年8月15日日本投降，中島進入東久邇宮內閣，先後擔任軍需大臣和商工大臣，處理敗戰後的內政事務。1945年12月，中島被GHQ列為甲級戰犯，因為生病的關係被軟禁於自宅，兩年後才解除甲級戰犯指定。1949年（昭和24年）10月29日，由於腦出血，中島知久平於三鷹町中島飛機三鷹工廠內的泰山莊去世，享壽65歲。

## 親屬
中島知久平終生未娶，有非婚之子中島源太郎，日後也當上眾議院議員。
- 父：中島粂吉
- 母：中島五
- 妹：中島彩、中島生
- 弟：中島喜代一、中島門吉、中島乙未平、中島忠平
- 長男（庶子）：中島源太郎
- 孫：中島洋次郎（日语：中島洋次郎） - 亦為眾議院議員。

## 參見

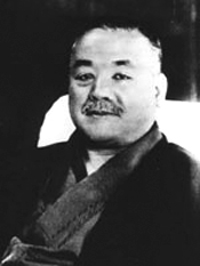
中島知久平，拍攝日期不明

## 外部連結
- （日語）中島知久平をめぐる逸話（页面存档备份，存于）
- （日語）中島知久平（页面存档备份，存于）